# Израильская академия арабского языка
Израильская Академия арабского языка (араб. مجمع اللغة العربية‎, ивр. האקדמיה ללשון הערבית‎) — ведущее научное учреждение Израиля в сфере исследований арабского языка, своего рода аналог Академии языка иврит, существующей в Израиле с 1953 года. Создана в соответствии с законом, принятым Кнессетом в марте 2007 года, начала свою деятельность в декабре 2007 года. Первым президентом академии стал профессор Махмуд Ганайем. Академия арабского языка находится в Хайфе.
В соответствии с законом Академия решает следующие задачи:
- Изучение арабского языка различных эпох и регионов распространения;
- Изучение структуры, терминологии, грамматики, лексики, произношения, правописания, чтения, письма и орфографии арабского языка, включая неологизмы и адаптацию арабского языка к современным социокультурным и технологическим реалиям;
- Редактирование словарей арабского языка;
- Изучение арабской культуры и литературы;
- Сотрудничество с Академией языка иврит и другими организациями, ведущими исследования в сфере иврита и арабистики в Израиле и за рубежом;
- Сотрудничество с Министерством образования Израиля, консультирование в сфере своей деятельности;
- Публикация текстов и исследований в своей области.